# 세계 시의 날
세계 시의 날( 世界 詩의 날 / World Poetry Day)는 매년 3월 21일이며, 1999년 프랑스(France) 파리(Paris)에서 열린 제30차 국제 연합 교육 과학 문화 기구, 즉 유네스코(UNESCO, United Nations Educational, Scientific and Cultural Organization) 회의에서 제정되었다.
시는 말과 사물들에 대한 우리의 사용 및 세계에 대한 우리의 지각과 이해의 방법들에 대해 새롭게 질문을 던짐으로써 창조적인 다양성에 공헌한다. 그러므로 시적 언어는 그것의 결합, 은유, 문법을 통해 문화 간 대화를 촉진하는 또 하나의 시도이다. 이는 또한 대화의 다양성, 말을 통한 생각의 자유로운 흐름, 창조성 그리고 혁신을 나타낸다. 이 날은 바로 언어의 힘에 대한 숙고와 모든 사람들이 지닌 창조성의 완전한 발전으로의 초대이다.
유네스코(UNESCO)에 따르면 이 날의 주요한 목표는 시적 표현을 통해 언어의 다양성이 증진되도록 지원하고, 위험에 처한 언어에 해당 공동체가 귀를 기울일 수 있도록 기회를 제공하는 것이다. 게다가 이 날은 시에 대한 지원, 시 낭송의 구술적인 전통으로의 복귀, 시에 대한 교육의 촉진, 시와 다른 예술들(예를 들어 영화, 춤, 음악, 그림 등) 간의 교류, 소규모 출판업자에 대한 지원, 대중 매체에서의 시의 매력적인 이미지 창조 등의 활동을 통해 예술의 하나로서 시가 진부한 것으로 여겨지지 않도록 한다는 의미를 갖는다.
유네스코(UNESCO)는 가입국들이 이 날을 자국 유네스코 위원회, 관련 비정부 기구(NGO), 대중들, 그리고 여러 기관들(학교, 주민 자치 조직, 시 공동체, 박물관, 문화 협회, 출판사, 지방 정부 등)의 적극적인 참여와 함께 지역적이고 국가적인 차원 모두에서 적극적으로 기념하도록 장려한다.

## 같이 보기
- 유엔